# Susan Parry
Susan Parry (* 13. Februar 1963 in Bedford, Bedfordshire) ist eine britische Sängerin (Alt).

## Leben
Parry studierte an der University of Birmingham und an der Royal Academy of Music in London. Sie ist Solosängerin an der English National Opera, wo sie u. a. als Nikolausse in Offenbachs Hoffmanns Erzählungen, Brangäne in Wagners Tristan und Isolde und Fricka in dessen Ring des Nibelungen, als Oktavian in Der Rosenkavalier von Richard Strauss, Helene Besuchowa in Krieg und Frieden von Sergei Prokofjew, Susi in The Silver Tassie von Mark-Anthony Turnage und Gräfin Geschwitz in Alban Bergs Lulu auftrat. An der Royal Opera debütierte sie 1996 in Verdis Alzira. Außerdem trat sie auch an der Welsh National Opera auf und gastierte in Japan und den USA.
Als Konzertsängerin ist Parry regelmäßige Partnerin des BBC Philharmonic Orchestra. Mit dem BBC Symphony Orchestra führte sie u. a. Nicholas Maws Scenes and Arias und unter Leitung des Komponisten Pierre Boulez’ Le Visage nuptial auf. Mehrfach war sie Gast bei den Proms. In Spanien trat sie u. a. mit Orchestern in Madrid, Barcelona und Bilbao auf. In Aufnahmen ist sie u. a. als Fjodor in Mussorgskis Boris Godunow und Gräfin Geschitz in Lulu zu hören.